# Praga 6
Praga 6, anteriormente conocido como Distrito Municipal Praga 6 (en checo: Městská část Praha 6), es un distrito municipal de Praga, República Checa. El distrito administrativo (správní obvod) del mismo nombre comprende Praga 6 y distritos municipales Lysolaje, Nebušice, Přední Kopanina y Suchdol. Está ubicado en el noroeste de Praga, cuenta con 98 444 habitantes y cubre 41,54 km², lo que le convierte en el distrito más grande de la capital.
Praga 6 incluye las áreas catastrales de Ruzyně, Liboc, Veleslavín, Vokovice, Dejvice, Střešovice y partes de Břevnov, Sedlec, Bubeneč y Hradčany. El distrito contiene varios sitios de interés turístico, como la ciudad judía o instituciones culturales como Semafor o Divadlo Spejbla a Hurvínka. Además, el aeropuerto más grande de la República Checa, el Aeropuerto Internacional de Ruzyně, se encuentra en este distrito.